# چه خوبه که برگشتی
چه خوبه که برگشتی نام فیلمی سینمایی به کارگردانی داریوش مهرجویی و تهیه‌کنندگی مشترک مهرجویی و رضا درمیشیان است. ماجرای این فیلم برگرفته از داستان نزاع ایوان ایوانویچ و ایوان نیکیفورویچ از نیکلای گوگول است.

## خلاصه داستان
فرزاد دندانپزشکی که پس از سال‌ها به ایران می‌آید تا دور از مسائل و آشفتگی زندگی‌اش به آرامش برسد. همزمان با ورود او به کشور یک شئ مرموز شبه‌فضایی پدیدار می‌شود و پای خانم دکتر یاسمین و سنگ‌های جادویی‌اش را به ماجرایی باز می‌کند که رفاقت دیرینه فرزاد و کامبیز را که سالهاست در همسایگی هم کنار دریا زندگی می‌کنند، به جدالی بیهوده می‌کشاند ولی...

## بازیگران
- حامد بهداد (فرزاد)
- رضا عطاران (کامبیز)
- مهناز افشار (حوری)
- حسن پورشیرازی (نجیب)
- رویا تیموریان (خاله)
- همایون ارشادی (مراتی)
- علیرضا جعفری (عبدی)
- راضیه فرجی (ملیحه)
- علی اصغر طبسی